# Большой Косколь (озеро, Узункольский район)
Большой Косколь (каз. Үлкен Қоскөл) — озеро в Узункольском районе Костанайской области Казахстана. Находится в 3 км к западу от села Ит-Сары и на востоке села Косколь.
По данным топографической съёмки 1944 года, площадь поверхности озера составляет 2,87 км². Наибольшая длина озера — 2,2 км, наибольшая ширина — 1,6 км. Длина береговой линии составляет 6,4 км, развитие береговой линии — 1,06. Озеро расположено на высоте 94,4 м над уровнем моря.